# 10-я Македонская ударная бригада
10-я Македонская ударная бригада (сербохорв. Deseta makedonska udarna brigada / Десета македонска ударна бригада, макед. Десетта македонска ударна бригада) — воинское формирование Народно-освободительной армии Югославии, участвовавшее в Народно-освободительной войне на территории Македонии.

## История
Создана 22 августа 1944 в Црвене-Воде, близ села Сборско в горной цепи Кожух. Состояла изначально из 350 человек из 2-й Македонской ударной бригады. За два дня бригада выросла в размерах до 450 человек. Вместе со 2-й и 9-й македонскими ударными бригадами взаимодействовала в составе 41-й Македонской дивизии НОАЮ.
Участвовала в боях за Тиквеш, Прилеп, Градско и Велес, вела бои и с немецкими войсками в Греции. С 29 октября по 2 ноября 1944 освобождала Прилеп, позднее взяла Кичево и Гостивар. 30 декабря 1944 в Кичево бригада влилась в состав 8-й Македонской дивизии.

## Известные военнослужащие
- Живоин Росич, командир (с 22 августа по 18 сентября 1944)
- Димче Костовский, командир (с 18 сентября 1944), заместитель командира (с 22 августа по 18 сентября 1944)
- Ангел Мукаетов, заместитель командира (с 6 декабря 1944)
- Бано Русо, политрук (с 22 августа 1944)
- Мицко Русковский, политрук (до 6 декабря 1944)
- Траян Костовский, политрук (с 6 декабря 1944)
- Дане Петковский, заместитель политрука (с 22 августа 1944)
- Благоя Мисайловский, заместитель политрука (с 30 декабря 1944)
- Пандо Стойчевский
- Петр Джундев, секретар СКМЮ в первом батальоне